# Subprefettura di Santana-Tucuruvi
La Subprefettura di Santana-Tucuruvi è una subprefettura (subprefeitura) della zona nordorientale della città di San Paolo in Brasile, situata nella zona amministrativa Nordest.

## Distretti
- Santana
- Tucuruvi
- Mandaqui